# Sandra Schenkel
Sandra Schenkel (Barquisimeto, 20 augustus 1986) is een Belgische voormalige atlete, die gespecialiseerd was in de (middel)lange afstand en het veldlopen. Zij veroverde één Belgische titel.

## Biografie
Schenkel nam in het veldlopen driemaal deel aan de Europese kampioenschappen met een vijftiende plaats in 2009 als beste resultaat. In 2010 werd ze Belgisch kampioene op de 1500 m. In 2012 was ze een volledig seizoen uitgeschakeld door oververmoeidheid als het gevolg van overmatig trainen.
Schenkel was aangesloten bij Daring Club Leuven Atletiek.

## Belgische kampioenschappen
| Onderdeel | Jaar |
| --------- | ---- |
| 1500 m    | 2010 |

## Persoonlijke records
| Onderdeel | Prestatie | Datum            | Plaats     |
| --------- | --------- | ---------------- | ---------- |
| 1500 m    | 4.19,30   | 18 juli 2010     | Brussel    |
| 3000 m    | 9.22,46   | 26 juli 2009     | Brasschaat |
| 5000 m    | 15.47,48  | 14 augustus 2010 | Kessel-Lo  |
| 10.000 m  | 33.35,64  | 5 juni 2010      | Marseille  |

## Palmares

### 1500 m
- 2009:  BK AC – 4.25,37
- 2010:  BK AC – 4.19,30

### 10.000 m
- 2010: 20e Europa Cup te Marseille – 33.35,64

### veldlopen
- 2004: 98e WK U20 te Brussel
- 2007: 21e EK U23 te Toro
- 2009: 15e EK te Dublin
- 2010: 19e EK te Albufeira
- 2011: 23e EK te Velenje